# Kurdt Vanderhoof
Kurdt Vanderhoof (Aberdeen) is een Amerikaans zanger en gitarist.
Zijn eerste band was Metal Church, genoemd naar zijn appartement in San Francisco (Californië). Al snel vertrok hij weer naar zijn geboorteplaats en richtte daar de band Shrapnel op. Murphy vertrok en werd vervangen door David Wayne.
In 1983 werd de naam Shrapnel teruggewijzigd in Metal Church. In 1990 verliet Vanderhoof de band om een nieuwe band te beginnen, Hall Aflame, dat maar een album achterliet. In 1993 viel de band weer uit elkaar. Hij bracht daarna twee albums uit waarbij zijn achternaam als bandnaam dient.
In 2005 duikt zijn naam op in de band Presto Ballet. Vanderhoof speelt inmiddels ook weer in de heropgerichte band Metal Church.

## Discografie
- 1991: Hall Aflame: Guarenteed forever
- 1997: Vanderhoof
- 2003: A Blur of Time

- Biblioteca Nacional de España: XX5718408
- Gemeinsame Normdatei: 135158435
- MusicBrainz: 92d9caf8-e98b-4720-a277-581629aa992a
- Virtual International Authority File: 79999361
- WorldCat: E39PBJhhr3WVtXq7RRv6xmvPwC